# Praia da Fazenda
Praia da Fazenda vista de cima
A Praia da Fazenda localiza-se em Picinguaba, no município de Ubatuba, no estado de São Paulo. Com uma paisagem paradisíaca, em que apresenta o encontro da Mata Atlântica com o mar, é considerada uma das mais bonitas do estado e do Brasil, tendo sido palco de cenas memoráveis de filmes e minisséries de grande projeção nacional, tais quais Hans Staden, Desmundo, A Muralha, A Casa das Sete Mulheres, Ilha do Castelo Rá Tim Bum e várias outras produções.
A praia, pertencente ao Parque Estadual da Serra do Mar (Núcleo Picinguaba), está localizada na área protegida Quilombo da Fazenda, dos povos originários caiçaras. Lá, ocorre anualmente o Festival Gastronômico do Quilombo da Fazenda, cuja proposta é valorizar a riqueza de uma cultura que tem mais de 200 anos de história.
Destaque em matéria internacional, em 2009, o jornal britânico The Guardian decreveu Fazenda como "uma das grandes jóias naturais do Brasil, onde montanhas costeiras protegidas e densamente arborizadas caem vertiginosamente em praias e mar azul", e a elegeu uma das praias mais bonitas do Brasil.

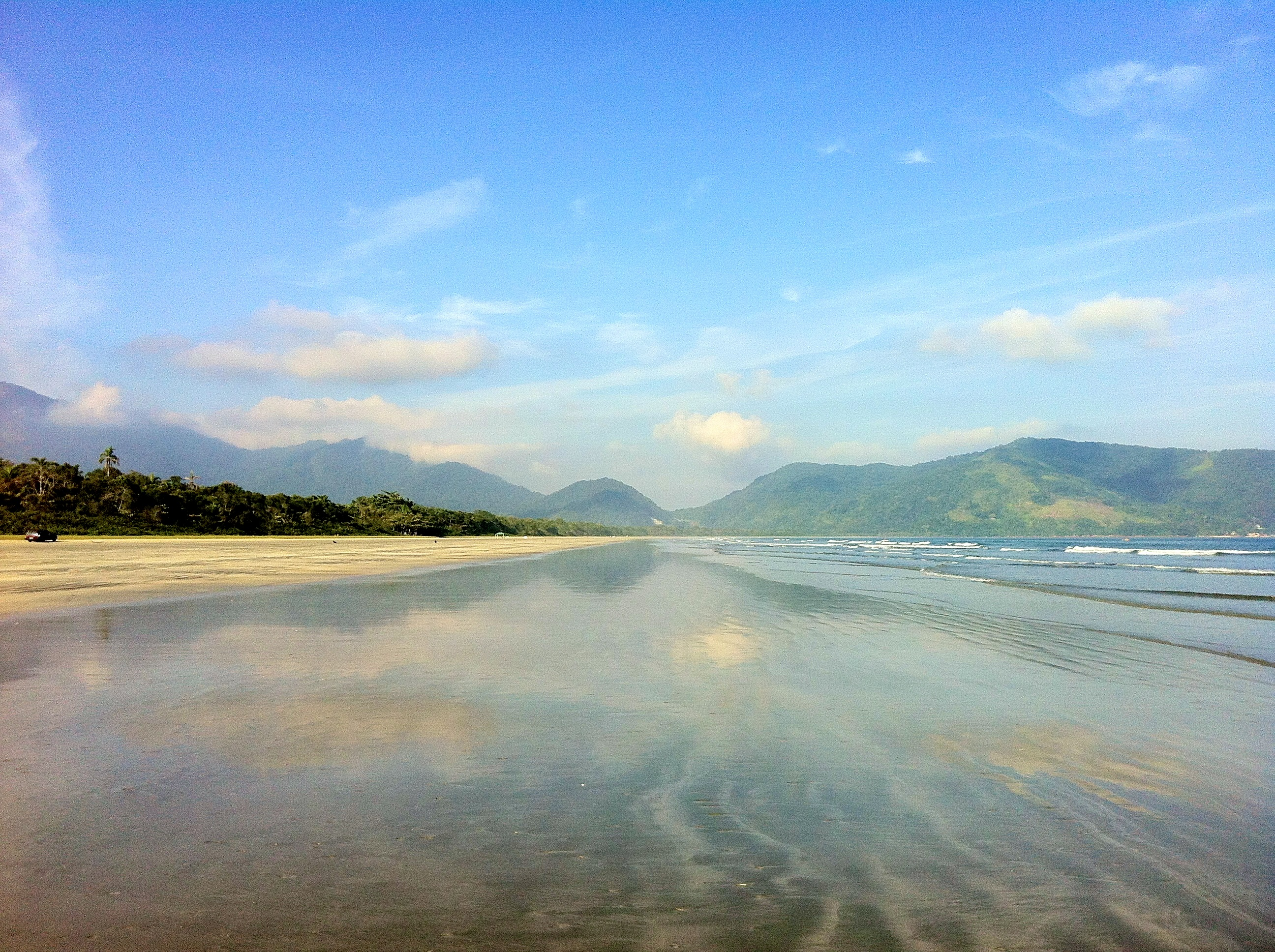
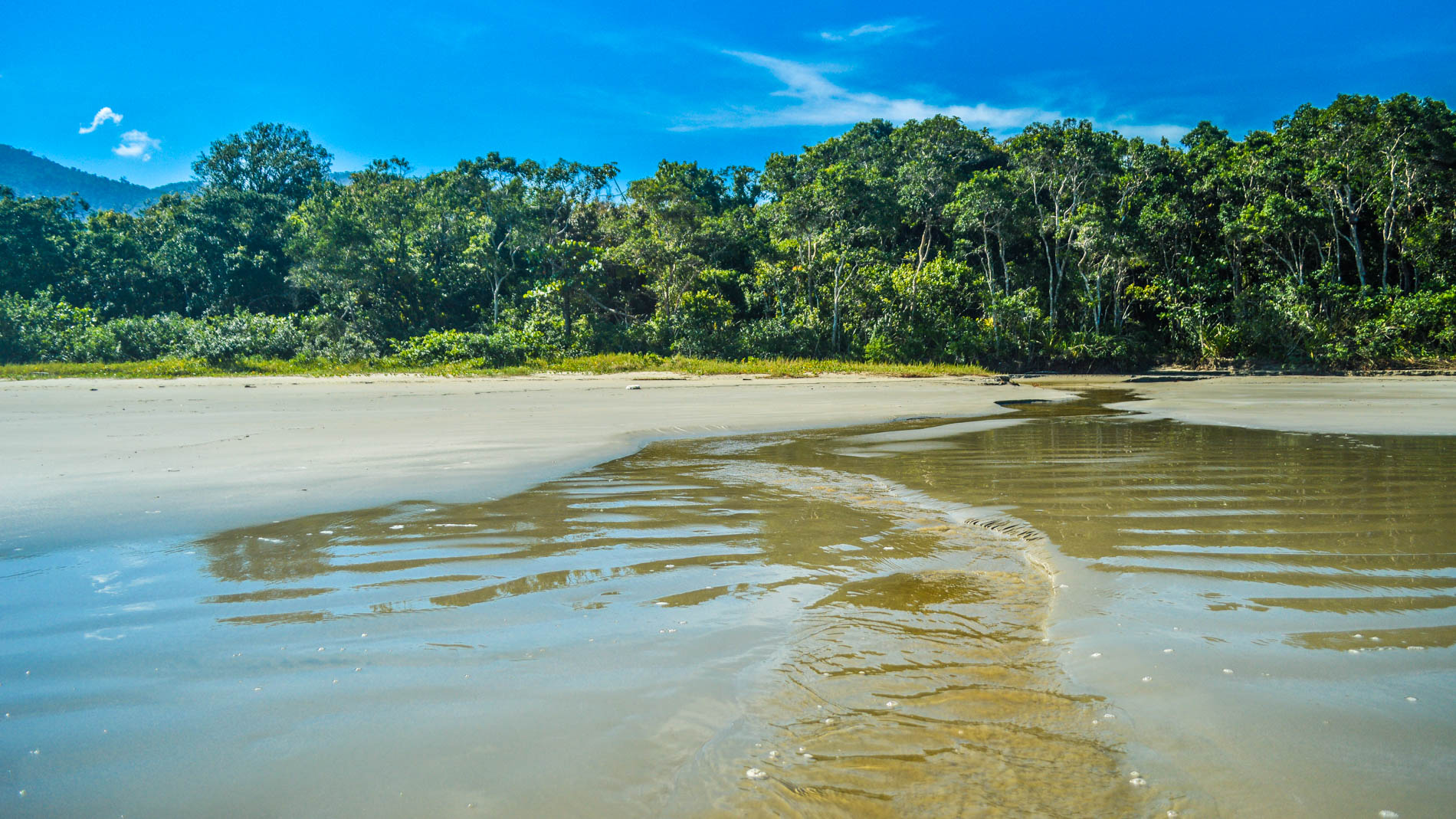
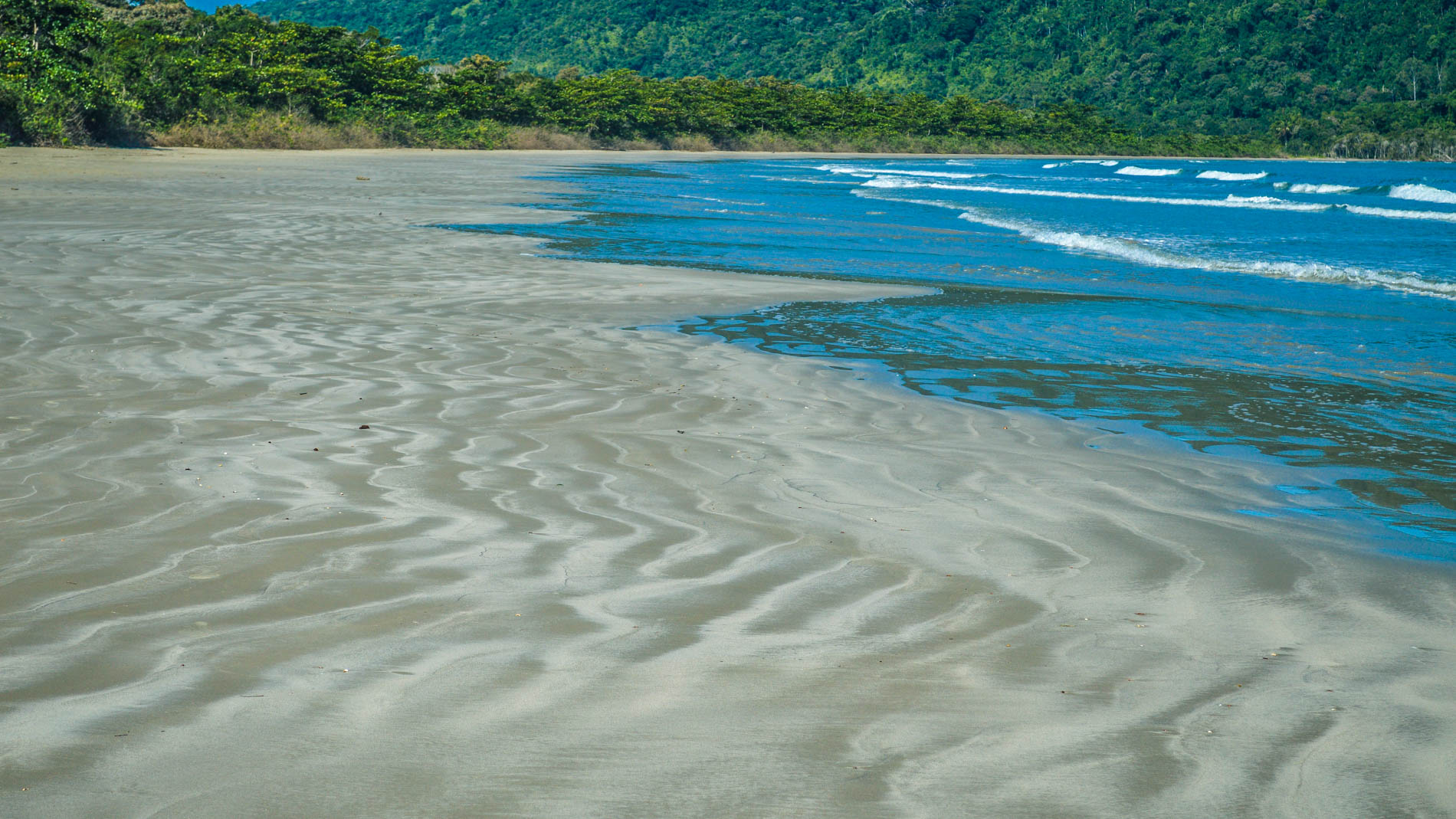
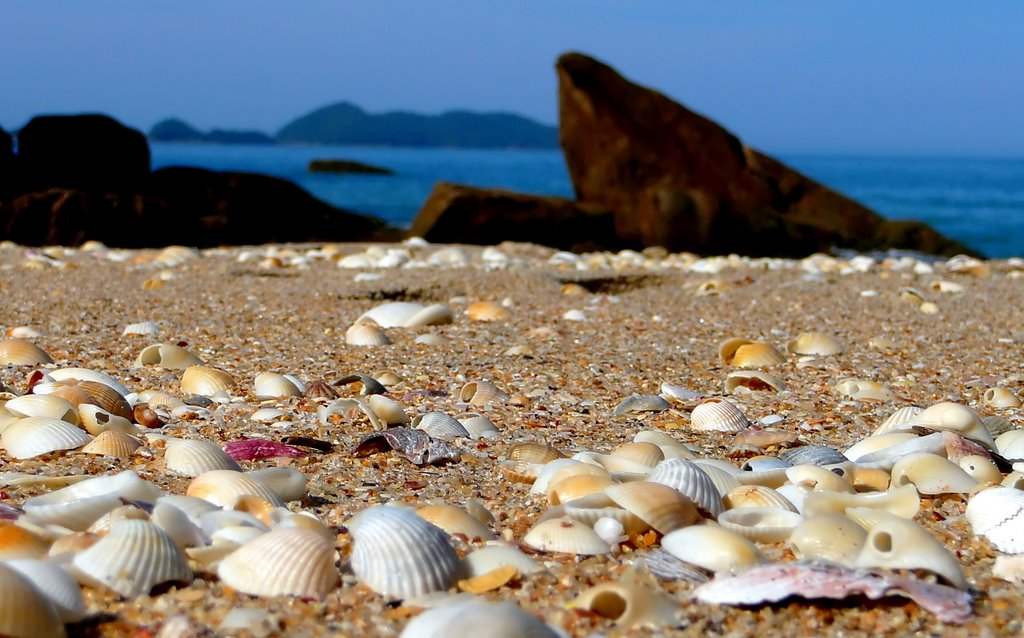
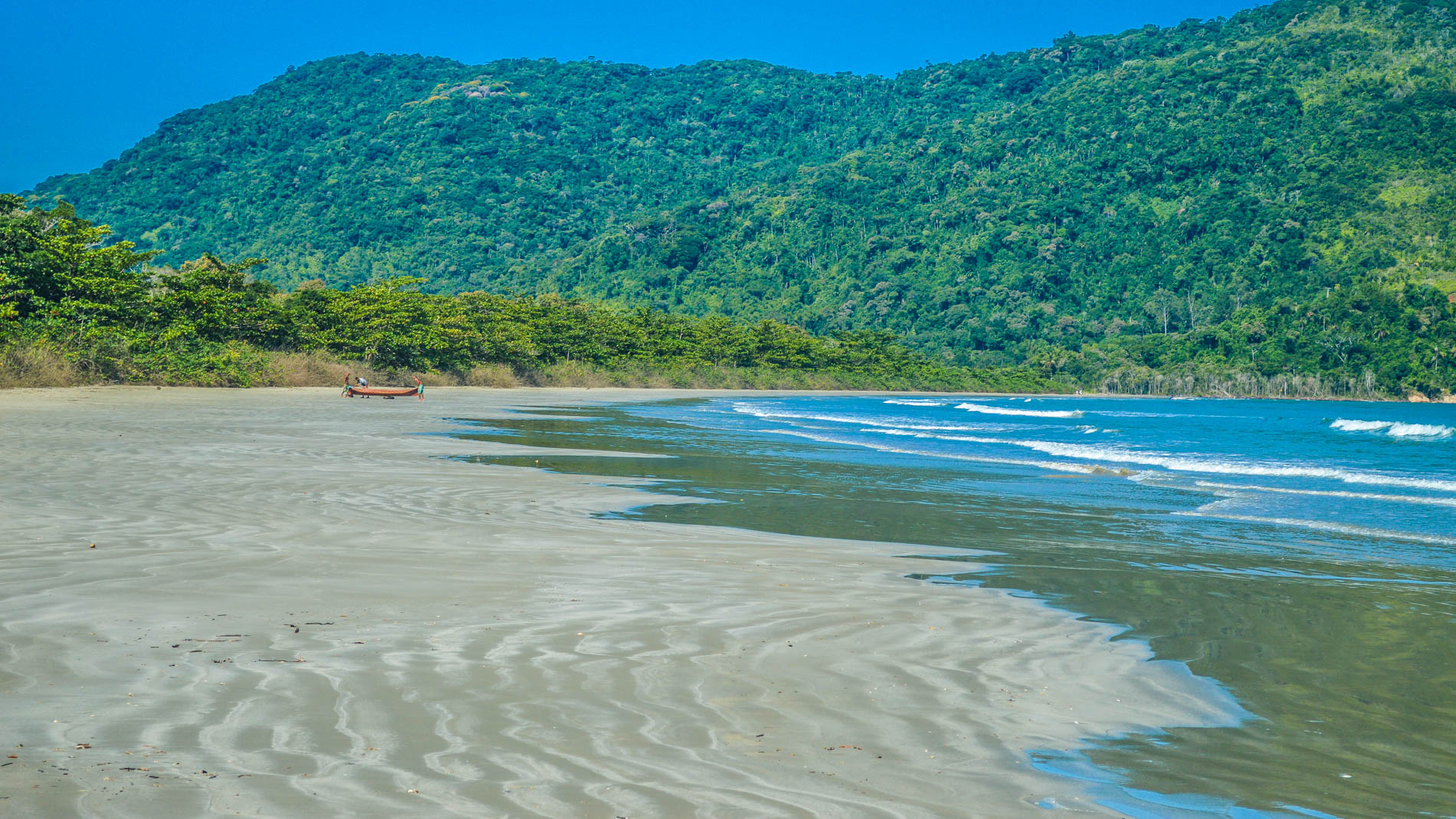
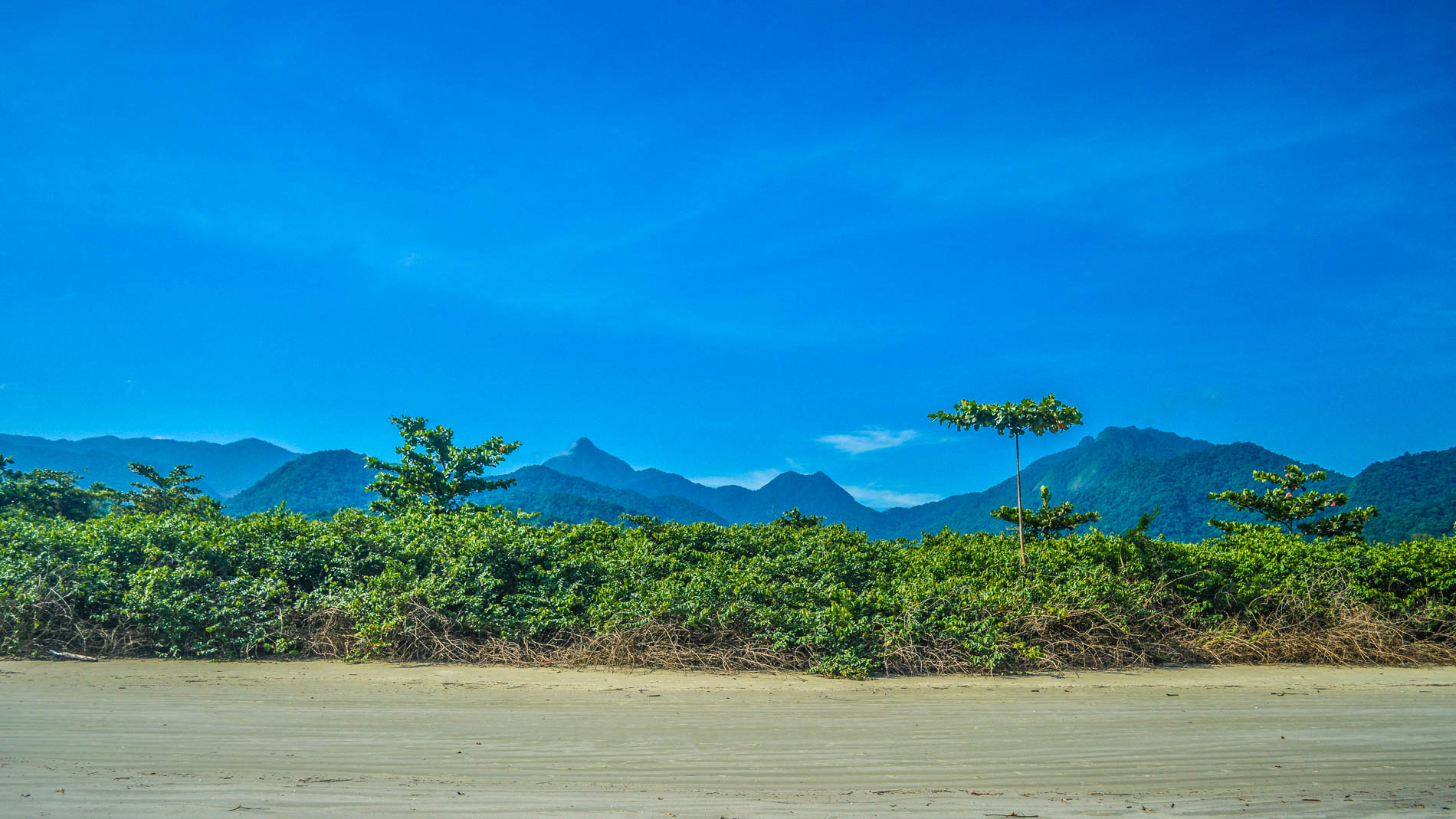
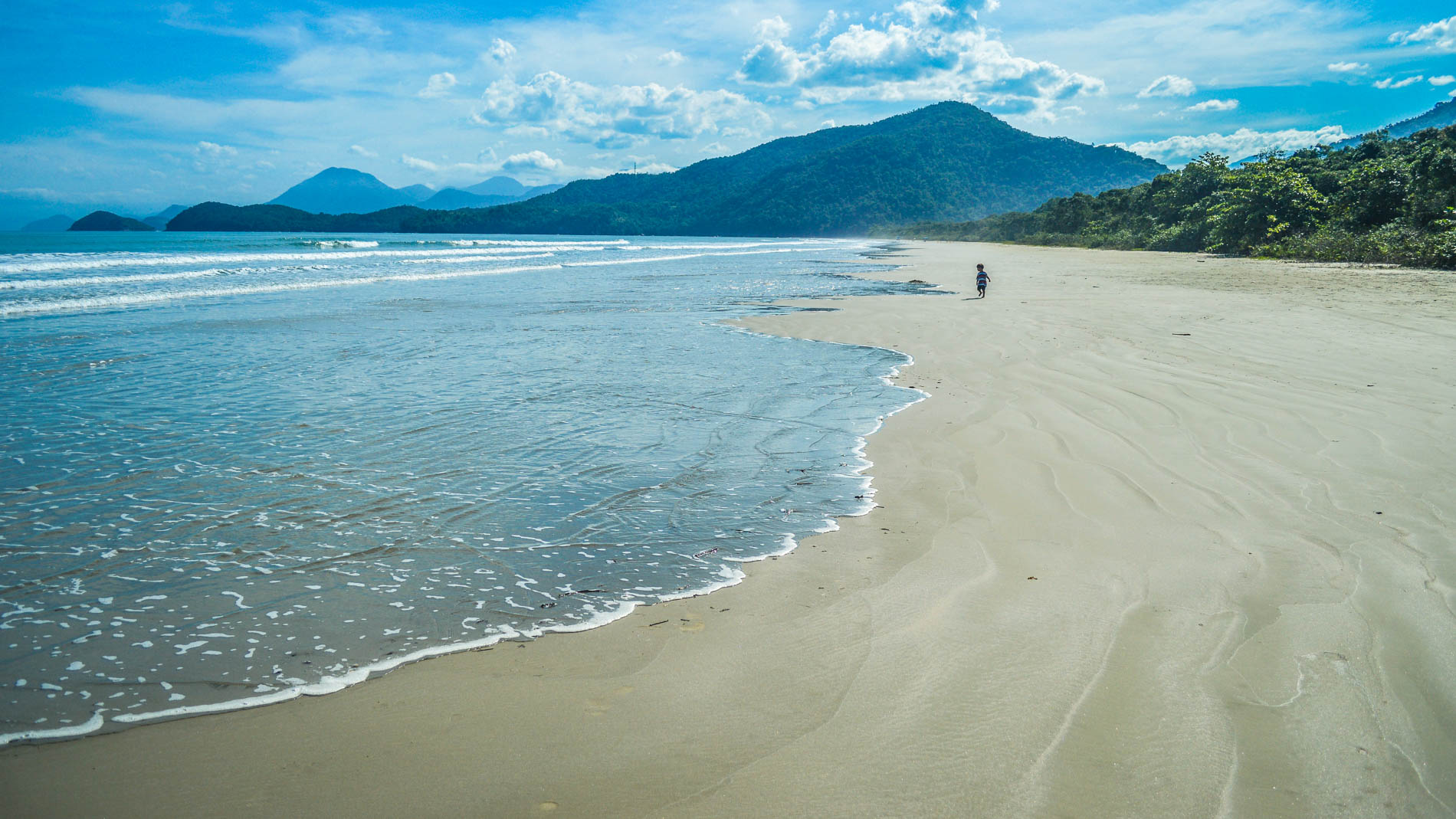
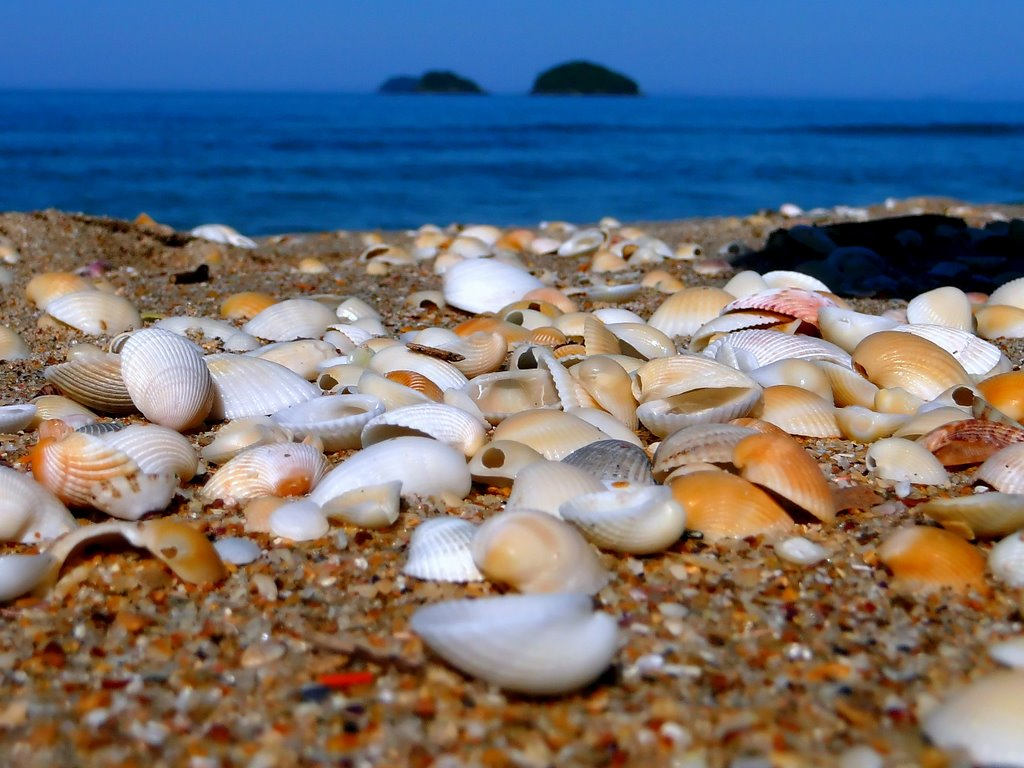
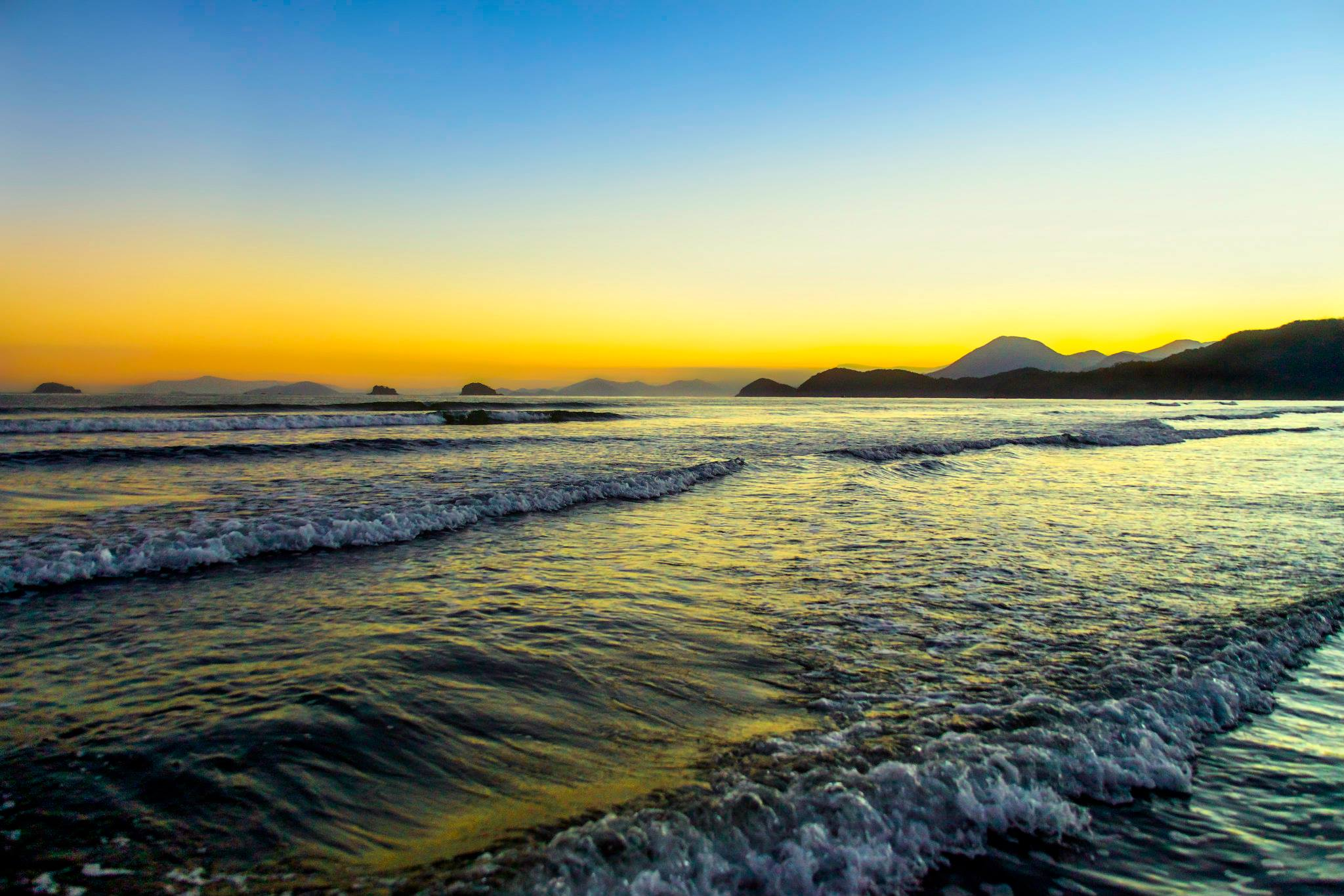